# Parma (Rosja)
Parma – osiedle typu miejskiego w Rosji, w Republice Komi. W 2010 roku liczyło 1248 mieszkańców.